# FC Blau-Weiß Schalkau
Der FC Blau-Weiß Schalkau ist ein deutscher Fußballverein mit Sitz in der thüringischen Stadt Schalkau im Landkreis Sonneberg. Der Verein steht in der Tradition der SG Union Schalkau, welcher von 1948 bis 1950 in der zu dieser Zeit erstklassigen Landesklasse Thüringen spielte.

## Geschichte

### Gründung bis 1960er Jahre
Die Fußballer waren im erstmals bis kurz vor dem Ende des Zweiten Weltkriegs schon existenten Turnverein 1860 Schalkau organisiert. Nach dem vorläufigen Ende des Vereins im Jahr 1944 ging es erst einmal als SG Schalkau weiter. Über die Meisterschaft in der Kreisliga Sonneberg nach der Saison 1947/48 nahm die Mannschaft ab der Folgesaison an der zu dieser Zeit erstklassigen Landesklasse Thüringen teil. Mit 12:16 Punkten gelang am Ende der Saison in der Staffel 1 der Klassenerhalt über den sechsten Platz auch dann noch knapp. Mittlerweile BSG Union Schalkau heißend, ging es nach der Spielzeit 1949/50 mit 3:45 Punkten über den 13. und damit letzten Platz der Staffel 2 runter in die Bezirksklasse. Danach spielte die Mannschaft noch bis mindestens zur Saison 1962/63 in der Bezirksliga Suhl.

### Heutige Zeit
Nach der Wende ging es für die Fußballer erst einmal als Abteilung des wieder neu gegründetem TSV 1860 Schalkau weiter. Am 9. Juni 2000 löste sich diese Abteilung vom Verein und gründete daraufhin den FC Blau-Weiß Schalkau. Die Mannschaft spielte zu dieser Zeit in der Kreisliga. Nach der Saison 2005/06 gelang hieraus dann mit 83 Punkten als Meister der Aufstieg in die Bezirksliga Suhl. Aus dieser Liga wurde dann zur Spielzeit 2010/11 die Regionalklasse Thüringen. Mit 23 Punkten stieg der FC jedoch über den 13. Platz am Ende dieser ersten Saison wieder ab. Aus der Kreisliga wurde ab der Saison 2012/13 die 1. Kreisklasse Südthüringen. Hier gelang der Mannschaft mit 59 Punkten am Ende der Spielzeit 2015/16 über den zweiten Platz die Teilnahme an der Relegation um den Aufstieg in die Kreisliga. Hier konnte sich der Verein mit 1:2 beim SV 1951 Dingsleben durchsetzen und damit erfolgreich aufsteigen. Die Zeit in der Kreisliga sollte jedoch nur eine kurze Dauer haben. Bereits am Ende der ersten Saison ging es mit 17 Punkten als Letzter direkt wieder nach unten. Die Saison 2018/19 konnte allerdings wieder als Meister mit 53 Punkten abgeschlossen werden. Damit ging es wieder zurück in die Kreisliga, wo der Verein auch noch bis heute beheimatet ist.